# Gnathodolus bidens
Gnathodolus bidens és una espècie de peix de la família dels anostòmids i l'única espècie del seu gènere.

## Hàbitat
Viu en zones de clima tropical.

## Distribució geogràfica
Es troba a Sud-amèrica: rius Orinoco i Casiquiare a Veneçuela.